# Simla (Colorado)
Simla é uma cidade  localizada no estado americano de Colorado, no Condado de Elbert.

## Demografia
Segundo o censo americano de 2000, a sua população era de 663 habitantes.
Em 2006, foi estimada uma população de 720, um aumento de 57 (8.6%).

## Geografia
De acordo com o United States Census Bureau tem uma área de
1,4 km², dos quais 1,4 km² cobertos por terra e 0,0 km² cobertos por água. Simla localiza-se a aproximadamente 1822 m acima do nível do mar.

## Localidades na vizinhança
O diagrama seguinte representa as localidades num raio de 56 km ao redor de Simla.